# I Forgot to Remember to Forget
Singles de Elvis Presley
Baby Let's Play House Heartbreak Hotel
I Forgot to Remember to Forget est une chanson country écrite par Stan Kesler (en) et Charlie Feathers. Elle a été enregistrée au studio Sun le 11 juillet 1955, par Elvis Presley (créditée Elvis Presley Scotty and Bill), et publiée le 20 août 1955, avec Mystery Train en face B (Sun223),. Elle a été rééditée par RCA Victor (#47-6357) en décembre 1955.

## Historique
La chanson atteint la première position du palmarès national de musique country Billboard le 25 février 1956. C'est l'enregistrement d'Elvis Presley qui l'aidera à devenir une vedette de la musique country,.
La chanson est restée dans les charts 39 semaines.
La face B, Mystery Train, a atteint la 11e place du palmarès country.

### Personnel
- Elvis Presley - chant, guitare rythmique
- Scotty Moore - guitare solo
- Bill Black - contrebasse
- Johnny Bernero - batterie

## Reprises
Pistes inédites de Live at the BBC
So How Come (No One Loves Me) I Got to Find My Baby
Les Beatles ont repris cette chanson pour leur émission radio From Us To You à la BBC le 1er mai 1964, diffusée le 18 du même mois. Chantée par George Harrison, la chanson possède un changement rythmique pendant le pont. Le groupe est de plus en plus expérimental à cette époque; ils ont, deux mois plus tôt, enregistré I Call Your Name en intégrant une section au style ska pour la section du milieu. Il répétèrent cette technique pour la chanson  I Forgot to Remember to Forget. Cet enregistrement n'a été officiellement publiée qu'en 1994 dans l'album Live à la BBC.

### Personnel
- George Harrison – chant, guitare solo
- John Lennon – guitare rythmique
- Paul McCartney – guitare basse
- Ringo Starr – batterie

### Autres versions
Jerry Lee Lewis l'a enregistrée en 1957 et ensuite 1960. Le compositeur Charlie Feathers l'a également enregistrée. Johnny Cash l'a publiée en 1959 sur l'album Greatest! et sur The Survivors Live in 1981. B. J. Thomas a inclus cette chanson sur son album, B. J. Thomas Pays en 1972. Chuck Jackson, Ral Donner, Robert Gordon, Johnny Hallyday (1964), The Deighton Familly, Hicksville Bomber et Wanda Jackson ont aussi enregistré la chanson. Chris Isaak l'a également repris sur son album Beyond the Sun en 2011 et Bob Dylan avec The Band l'ont enregistrée en 1967 et elle a été publiée sur The Bootleg Series Vol. 11: The Basement Tapes Complete en 2014.